# Abdessalam Yassine
Ne doit pas être confondu avec Ahmed Yassine.
Abdessalam Yassine (Cheikh Yassine selon ses proches et sympathisants d'Al Adl Wal Ihsane), né le 20 septembre 1928 à Marrakech et mort le 13 décembre 2012 à Rabat, est un pédagogue et religieux marocain, il est le fondateur et chef spirituel du mouvement islamique marocain Al Adl Wal Ihsane (Justice et Bienfaisance).

## Biographie
Il est né en 1928 à Marrakech, d'une famille originaire du village Haha dans le Souss. Il commence sa carrière en tant qu'inspecteur de l'enseignement secondaire, il devient ensuite directeur du centre de formation des instituteurs à Casablanca en 1957, directeur de l’école des instituteurs à Marrakech en 1959, est fait président du bureau pédagogique de la délégation d’enseignement à Casablanca en 1963, et puis directeur du centre de formation des inspecteurs à Rabat ; au début de cette décennie il se forgera une culture universelle, lisant tout ce qu'il peut, apprenant le français auprès d'un curé avant de pouvoir maîtriser l’anglais, le russe et l’hébreu, écrivant des articles sur la pédagogie et, appréciant la musique classique, il apprendra à jouer du violon et composera notamment des comptines pour enfants.
En 1965, il se tourne vers le soufisme où il suivra les enseignements du cheikh Abbès. Deux ans plus tard, il obtient un poste de haut fonctionnaire à l'Administration centrale du Ministère de l'éducation nationale à Rabat. Très vite, il abandonne cette fonction et retourne auprès de cheikh Abbès. À la mort de ce dernier, il observe des changements d'orientation au sein de la confrérie soufie, ce qui le pousse à quitter définitivement la zaouïa avec Ahmed Mellakh et Souleimani Alaoui.
Fin 1973, il lance son mouvement et se fait connaitre en adressant une lettre au roi Hassan II « al-Islam aw Attoufane » (L'islam ou le déluge), où il conviera le roi à l'islam, retour fidèle à ses origines de descendance : Mahomet, en ces termes :
« Balaie les partis politiques et viens qu'on s'assoie ensemble : toi, moi et l'armée ! ».
Cette lettre jugée déplacée par l'entourage du roi lui vaut une arrestation et 42 mois en asile psychiatrique, jusqu'à sa relaxe en 1979. Malgré l'absence de soutien des politiques et associations humanitaires, il continue son engagement avec détermination, dans une approche centrée sur l'éducation et l'appel à Dieu. Ces années difficiles lui apportent une influence grandissante. En effet, le ralliement de Mohamed Bachiri, imam et enseignant connu dans les milieux populaires de Casablanca, lui apporte le soutien des jeunes, chômeurs, ouvriers et étudiants, et l'aide à construire et à développer Al Adl Wal Ihsane.
Lors de la Révolution iranienne, il en souligne certains traits, qu'il juge méritoires quant à l'éducation profonde de la population et à la bravoure des troupes de la révolution, voyant dans cet événement un espoir de réforme dans le monde arabo-musulman. Il reviendra néanmoins sur cet enthousiasme quelques années plus tard dans son livre Islamiser la modernité, constatant le résultat de cette révolution.
Abdessalam Yassine édite en 1983 un journal bientôt interdit, cela lui vaudra une nouvelle arrestation, et une condamnation à deux ans de prison pour atteinte à la sureté de l'État. Il relance son mouvement en 1987, Hassan II décide alors de l'assigner à sa maison de Salé.
Jusqu'en 2000, il restera assigné à sa résidence, parallèlement, des émissaires du pouvoir proposeront un pacte et une reconnaissance mutuelle à condition que la royauté ne soit pas remise en question, cette proposition est finalement refusée par Abdessalam Yassine.
À l'arrivée du nouveau roi Mohammed VI, il renouvelle sa lettre de 1973, en adressant au nouveau souverain, par un envoi intitulé Mémorandum à qui de droit.

## Publications

### En français
- La révolution à l'heure de l'ISLAM, 1980
- Pour un dialogue avec l'élite occidentalisée, 1980
- Islamiser la modernité, 1998
- Mémorandum à qui de droit (Lettre ouverte à Mohamed IV, roi du Maroc), 1999

### En arabe
- L’islam entre l’Appel et l’Etat (1971).
- Demain, l’islam! (1972).
- L’islam, ou le déluge (lettre ouverte au Roi du Maroc, 1974).
- La Méthode prophétique (1982, 4 éditions).
- L’islam et le défi du marxisme léninisme (1987).
- Les Hommes modèles (n°1 de la série Al Ihssane, 1989).
- Introductions à la Méthode (1989, 2 éditions).
- L’islam et le défi du nationalisme laïque (1989, 2 éditions).
- Aperçu historique et doctrinal (1990).
- La raison musulmane entre la souveraineté de la Révélation et la domination du rationalisme laïque (1994, 2 éditions).
- Dialogue avec les honorables démocrates (1994).
- Lettres spirituelles: gemmes spirituelles (1992) ; lettre de rappel (1995) ; lettre aux étudiants et à tous les musulmans (1995).
- De l’économie (1995).
- Poèmes spirituels (1996).
- Le guide des croyantes (1996, 2 éditions).
- La Choura et la démocratie (1996).
- Dialogue entre le passé et l’avenir (1997).
- Dialogue avec un ami amazighiste (1997).